# Marian Sworzeń
Marian Sworzeń (* 1954 in Kattowitz) ist ein polnischer Schriftsteller. 

## Leben
Marian Sworzeń studierte Jura an der Universität Kattowitz. Er arbeitet als Journalist und Schriftsteller. Er schrieb eine Anzahl Hörspiele für das Polnische Radio. 
Sworzeń war für den Cogito-Preis nominiert, 2012 erhielt er für Opis krainy Gog den Literaturpreis Gdynia für Essayistik. 2018 wurde er für seinen Essay über eine Kreuzfahrt sowjetischer Literaten bei der Eröffnung des Weißmeer-Ostsee-Kanals 1933 für den Literaturpreis Gdynia nominiert.
Sworzeń ist Mitglied des PEN-Clubs. Er lebt in Mikołów.  

## Werke (Auswahl)
- Prywatny dziennik ustaw. Radzionków : Radzionkowskie Towarzystwo Społeczno-Kulturalne, 2004 (Artikelsammlung)
- Niepoprawni. Śpiewnik prozą. Mikołów : Instytut Mikołowski, 2006 (Roman)
- Melancholia w Faustheim. Powieść o rewolucji w Monachium. Kattowitz _ Wydawnictwo Naukowe Śląsk, 2008 (Roman über die Bayerische Räterepublik)
- Opis krainy Gog. Warschau : Towarzystwo Więź, 2011 (Essay)
- Inne życie, Biografia Jarosława Iwaszkiewicza. Warschau : Instytut Badań Literackich PAN, 2017
- Czarna ikona Biełomor Kanał Biełomorski : dzieje, ludzie, słowa. Warschau : Wydawnictwo "Sic!" 2017 ISBN 978-83-65459-11-4 (Essay)